# Flibanserin
Flibanserin er et lægemiddel, som er blevet fremstillet (med stadige studier og tests) som hormonfri behandling til kvinder i overgangsalderen, der lider af HSDD (hypoactive sexual desire disorder), dvs. nedsat sexlyst. Det er medicinalproducenten Boehringer Ingelheim, som startede udviklingen af Flibanserin, men de stoppede arbejdet, efter lægemidlet fik dårlig evaluering af den amerikanske føde- og lægemiddelstyrelse (FDA) i oktober 2010. Herefter købte medicinalproducenten Sprout Pharmaceuticals rettighederne til Flibanserin, som har ført forskningen og udviklingen videre.
I medicinske forsøg har denne medicin øget antallet af gange med tilfredsstillende seksuelt samvær per måned med en halv eller en hel gang i forhold til den gruppe, som fik placebo. Øgningen er sket fra et startpunkt på omkring to til tre gange om måneden. HSDD blev anerkendt som særskilt seksuel dysfunktion for mere end 30 år siden, men blev fjernet fra den amerikanske psykiatri forenings diagnose- og statistikmanual over psykiske lidelser i 2013 og erstattet med en ny diagnose kaldet kvindelig seksuel interesse/ophidselses-forstyrrelse (FSIAD ”female sexual interest/arousal disorder”).

## Effekt
Medicinen øger antallet af gange, kvinder har tilfredsstillende seksuelt samvær per måned med omkring en halv til en hel gang i forhold til de kliniske tests, der blev lavet med placebogruppen. Udgangspunktet i forsøgene var ca. to til tre månedlige gange. Kliniske tests med mere end 5000 præmenopausale kvinder med HSDD viste at: 
Selvom de to nordamerikanske forsøg med Flibanserin 100 mg dosis før sengetid viste en signifikant forskel mellem Flibanserin og placebo i forhold til slutpunktet for tilfredsstillende seksuelle aktiviteter, så fejlede de begge i forhold til at bevise en signifikant forbedring af de andet punkt; lysten til sex. Derfor opfyldte ingen af studierne de aftalte kriterier for succes i forhold til at fastsætte affekten af flibanserin til behandling af HSDD.
De kvinder, som fik flibanserin, rapporterede, at det antal gange de havde ”tilfredsstillende seksuelt samvær” steg fra 2,8 til 4,5 per måned. Men kvinder, som fik placebo, oplevede også en øgning af antal gange med ”tilfredsstillende seksuelt samvær” fra 2,7 til 3,7 per måned. Evalueringen af den samlede forbedring, og om forbedringen betød noget for kvinderne, viste en signifikant højere rate af oplevede meningsfulde fordele hos de flibanserinbehandlede kvinder i forhold til placebogruppen. Effekten af flibanserin sås fra den første måling 4 uger efter behandlingsstart, og effekten blev opretholdt gennem hele behandlingsperioden.

## Bivirkninger
Den samlede forekomst af bivirkninger hos kvinder, der tager flibanserin var lav, og størstedelen af bivirkningerne var milde til moderate og forsvandt igen under behandlingen. De hyppigst rapporterede bivirkninger var svimmelhed, kvalme, træthed, søvnighed og søvnløshed. Disse bivirkninger ved Flibanserin er der dog også rettet kritisk fokus på, og de skal følges nøje.

## Virkningsmekanisme
Den antagede virkningsmekaniske refererer til den såkaldte Kinsey dobbelt kontrol-model. Adskillige kønshormoner, neurotransmittere og hormoner har markant stimulerende eller hæmmende effekt på den seksuelle respons. Blandt de neurotransmittere, er den excitatoriske aktivitet drevet af dopamin og noradrenalin, mens den inhibitoriske aktivitet er drevet af serotonin. Balancen mellem disse systemer er relevant for at have en sund seksuel respons. Ved at ændre disse neurotransmittere i de udvalgte områder af hjernen, kan flibanserin – en 5-HT1A-receptor-agonist, D4 receptor meget svag partiel agonist/antagonist og 5-HT2A-receptor-antagonist – muligvis forbedre balancen mellem disse neurotransmittersystemer.
Flibanserin er en 5-HT1A-receptor-agonist, en D4 receptor meget svag partiel agonist / antagonist og 5-HT2A-receptor-antagonist, som oprindeligt blev udviklet i forsøget på at fremstille et antidepressivt lægemiddel. De indledende (prækliniske) test viste, at Flibanserin påvirker disse receptorer fortrinsvist i udvalgte områder af hjernen og hjælper med at forbedre balancen mellem disse hæmmende og excitatoriske virkninger.

## Samfund og kultur
Der har i hele forløbet med udviklingen og godkendelsen af Flibanserin været flere diskussioner med andre aspekter. Bl.a. har der fra kvindeligt ligestillingssynspunkt været rettet kritik mod, at Flibanserin blev afvist pga. sine bivirkninger, da Viagra til mænd netop også har bivirkninger, men har været på markedet siden 1998. Og mænd har således flere typer godkendte potenspiller at vælge imellem, mens der indtil august 2015 stadig ingen har været til kvinder.

### FDA-godkendelse
Den 18. juni 2010 stemte et rådgivende udvalg i den amerikanske fødevare- og lægemiddelstyrelse (FDA) imod en godkendelse af flibanserin. Og en anden rapport fra FDA anbefalede også et nej til godkendelse. FDA vælger normalt at følge disse udvalgs anbefalinger. Den 8. oktober 2010 erklærede Boehringer Ingelheim, at de ville vælge af afbryde arbejdet med at få flibanserin godkendt som følge af anbefalingerne fra FDAs ekspertgruppe. 
Den 27. juni 2013 bekræftede Sprout Pharmaceuticals, at de havde genindsendt flibanserin til FDA for at få deres godkendelse. I december 2013 blev der lavet et formelt dokument, der indeholdt de punkter, som FDA krævede skulle undersøges nærmere. Bl.a. to kliniske studier som skal afgøre, hvorvidt flibanserin påvirker evnen til at køre bil, samt om det påvirker andre biokemiske processer.   Sprout indgav en ny ansøgning om godkendelse i 2014. Den 4. Juni 2015 forhåndsgodkendte et ekspertudvalg i FDA Flibanserin til salg i USA med stemmerne 18 for og 6 imod. Den 18. I august 2015 blev Flibanserin endeligt godkendt i USA af FDA.